# Neo Geo Pocket Color
O Neo Geo Pocket Color (ネオジオポケット, Neo Jio Poketto Karā) é um console portátil que foi lançado pela SNK em 1999, para combater o Game Boy Color da Nintendo e substituir o Neo Geo Pocket. Tecnicamente, o Neo Geo Pocket Color é igual ao Neo Geo Pocket tradicional, sendo as únicas diferenças a tela, as cores e a possibilidade de ser ligado ao Dreamcast, da Sega. O console foi descontinuado em 30 de outubro de 2001.
Depois de um bom início de vendas nos EUA e no Japão com 14 títulos de lançamento (um recorde na época), subsequente baixo suporte de varejo nos EUA, falta de comunicação com desenvolvedores terceirizados pela administração americana da SNK, a popularidade da franquia Pokémon da Nintendo e a antecipação do Game Boy Advance de 32 bits, e a forte concorrência do WonderSwan da Bandai no Japão levaram a um declínio nas vendas em ambas as regiões.
Após a falência da SNK em 30 de outubro de 2001, os direitos de propriedade intelectual foram transferidos coletivamente para a empresa sucessora SNK Playmore (posteriormente a segunda geração da SNK), mas o desenvolvimento do Neo Geo Pocket Color foi interrompido após a falência.